# Tarification des transports en commun d'Île-de-France

Zones tarifaires.

La tarification des transports en commun d'Île-de-France est établie à partir de zones concentriques autour de Paris. Ses caractéristiques et les supports des titres de transport, carte à puce ou ticket en carton, sont déterminés par l'autorité organisatrice de transports régionale, Île-de-France Mobilités.

## Histoire
Dès l'ouverture des premiers omnibus parisiens en 1828, le transport de passagers nécessite un certain coût pour en assurer l'exploitation, que ce soit le matériel, le personnel ou les charges annexes. Afin de pouvoir couvrir ces coûts, le transporteur facture l'utilisation au voyageur, en principe avec un tarif se rapportant à la distance que le voyageur veut parcourir. Afin d'effectuer le contrôle des personnes voyageant sans avoir payé ou effectuant un trajet plus long que celui qu'ils ont payé, les transporteurs remettent un justificatif en papier indiquant la date du voyage ainsi que le trajet autorisé. En 1828, une course d'omnibus coûtait 25 centimes.
Lors de l'ouverture du métro parisien en 1900, le ticket de métro de seconde classe coûte 15 centimes d'ancien franc, et celui de première classe 25 centimes. En 1960, il atteint 37 centimes de nouveau franc. Six-cents millions de tickets de métro sont vendus chaque année, soit 1 500 à la minute.

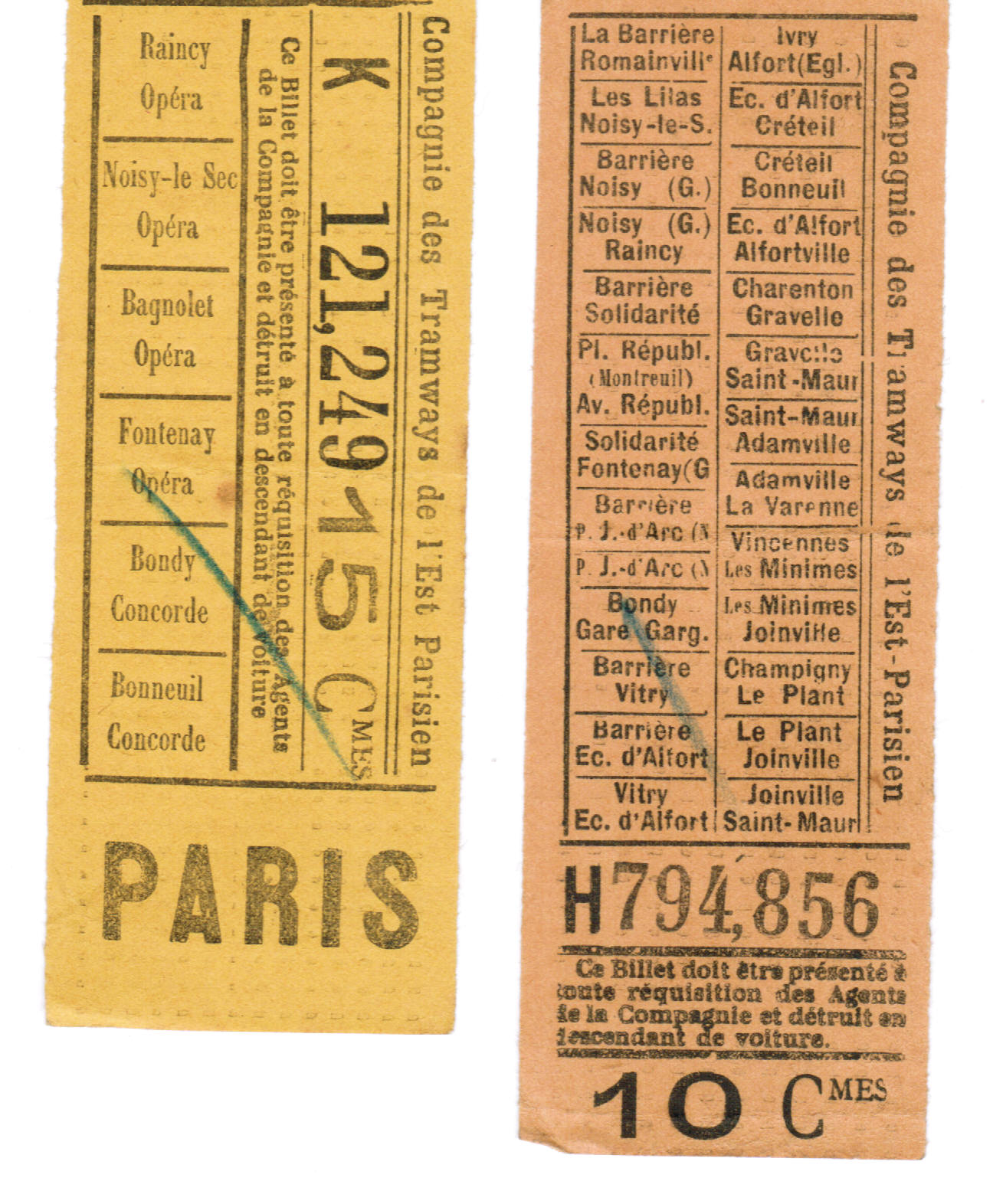
Tickets de tramways émis par la Compagnie Est Parisien (avant 1921).
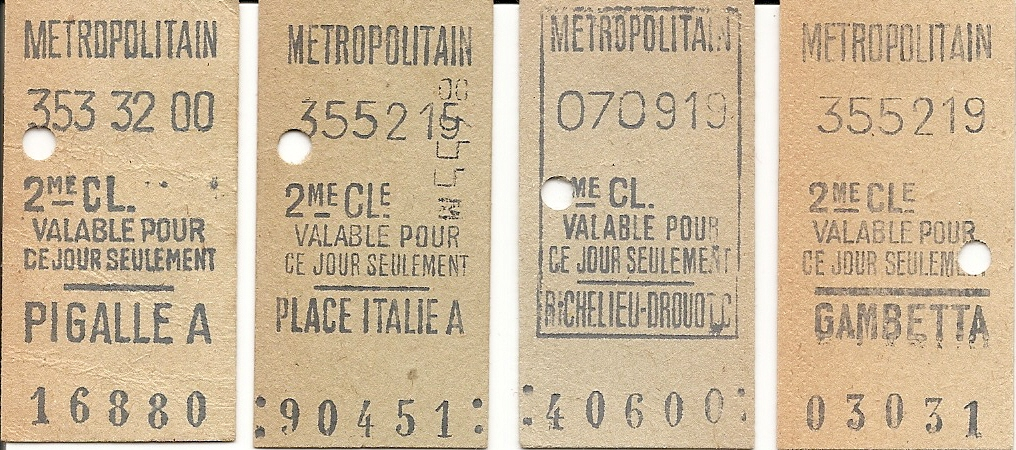
Tickets de métro émis par la CMP (1900 - 1945).
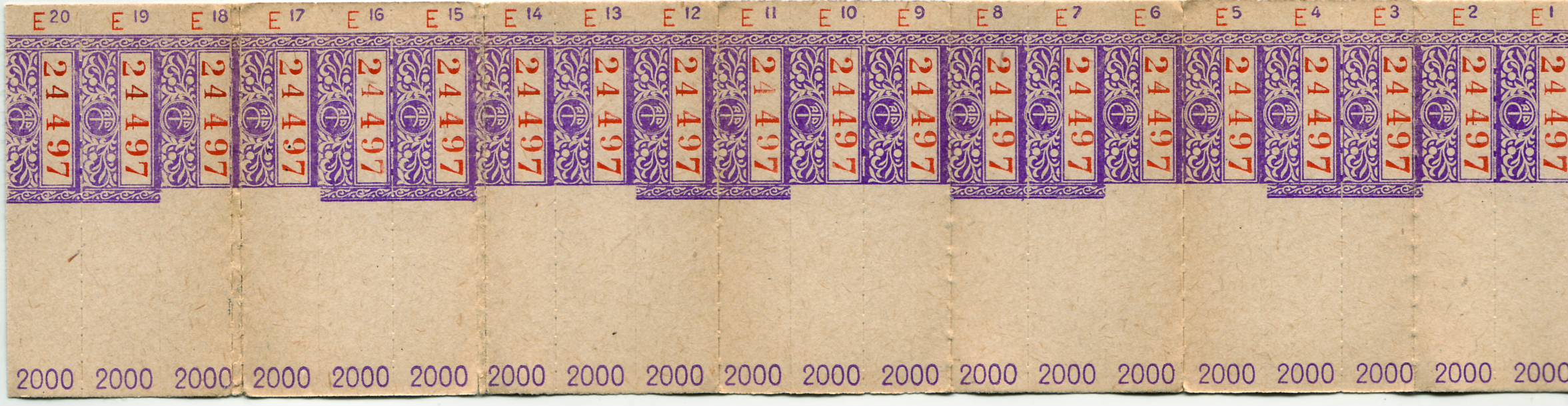
Carnet de tickets de bus de la STCRP (1921-1948).
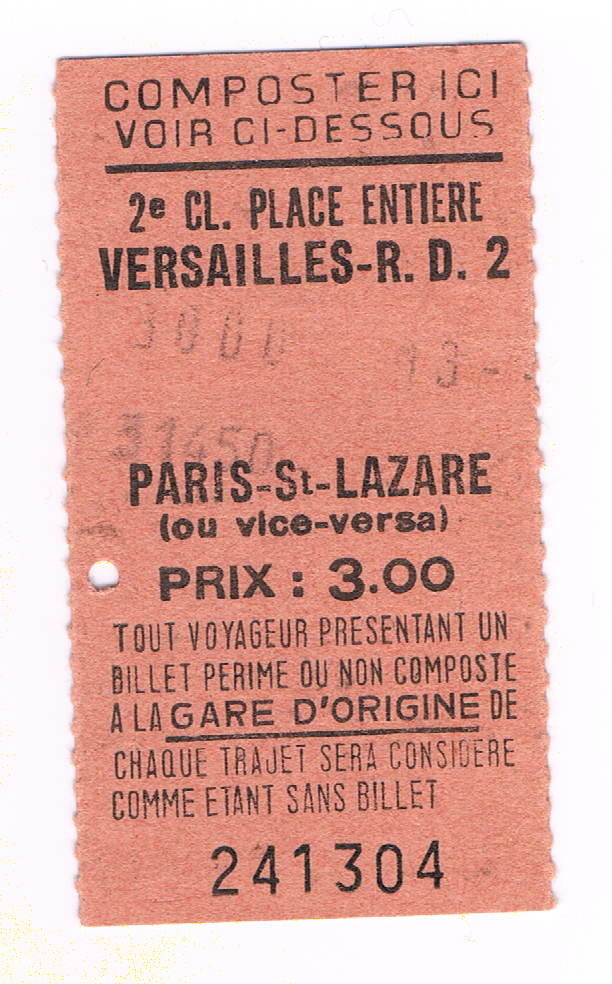
Ticket Paris-Versailles de 1977.
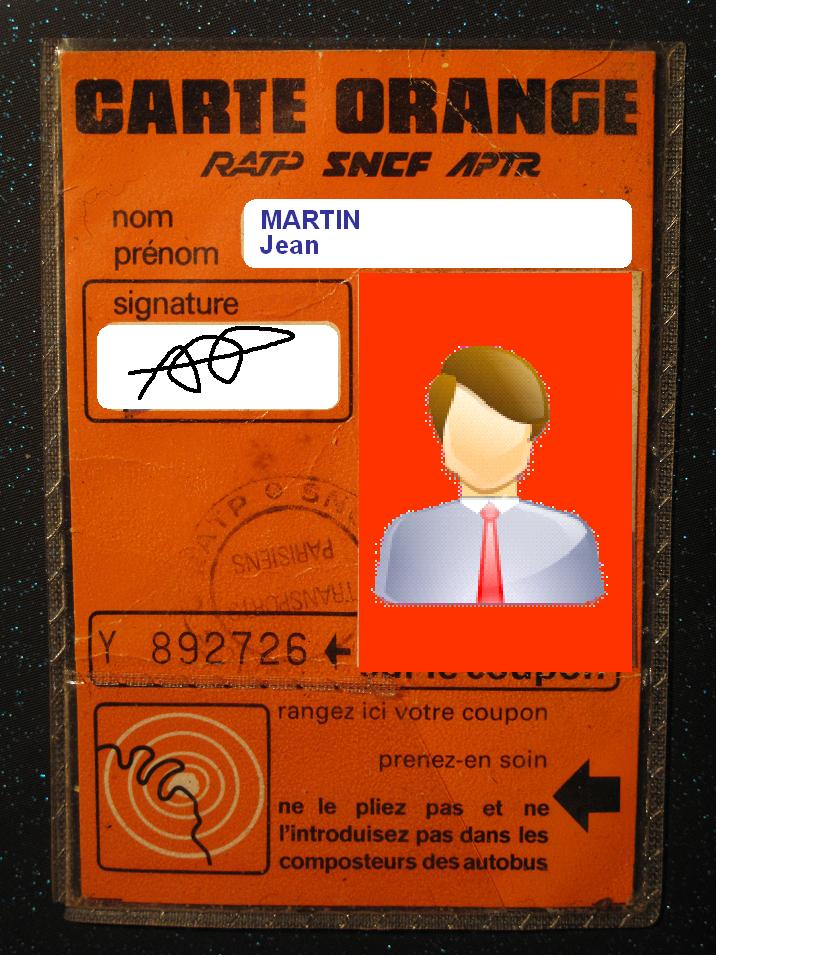
Premier modèle de la carte Orange (1975).
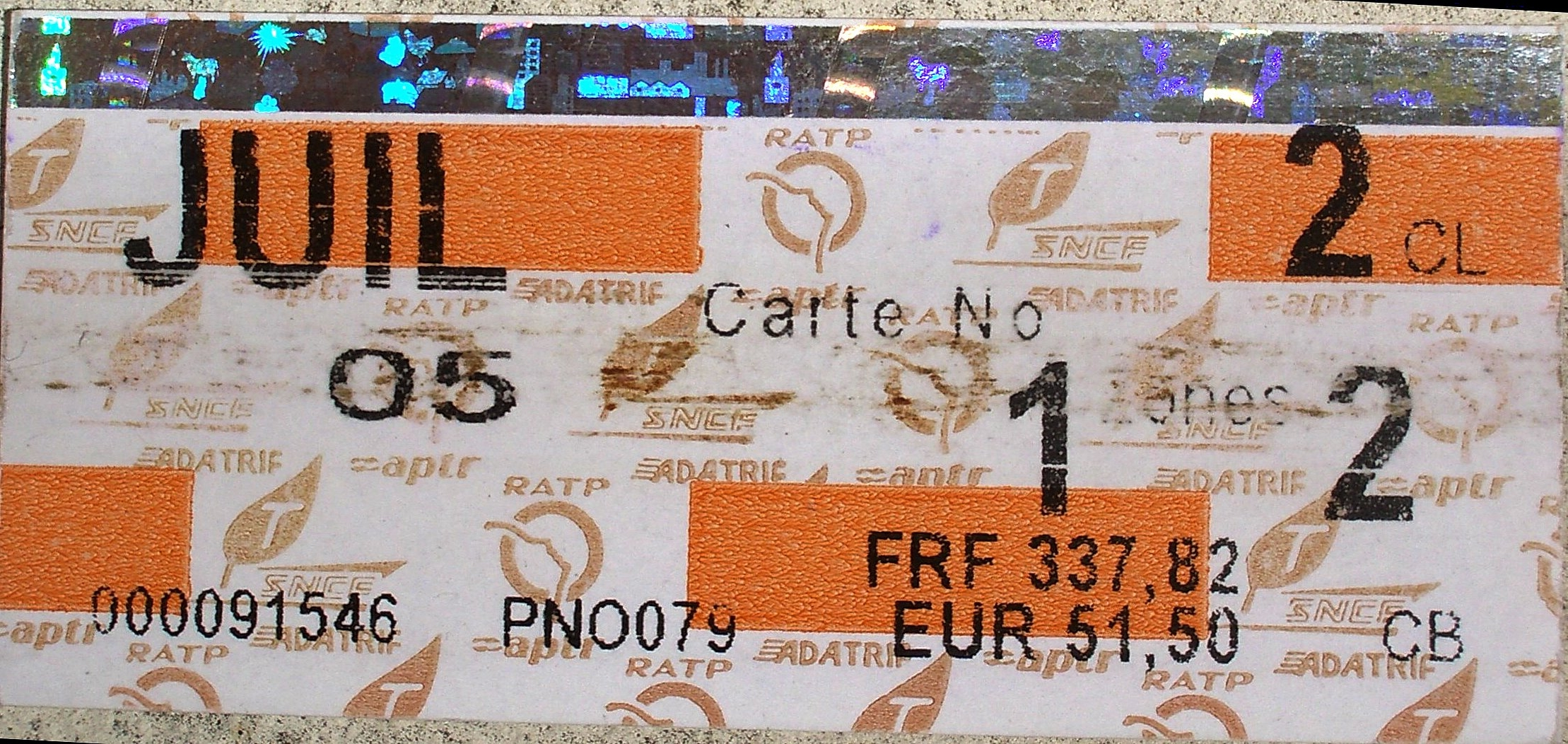
Un coupon de l'abonnement mensuel carte Orange sur l'ancien support magnétique.
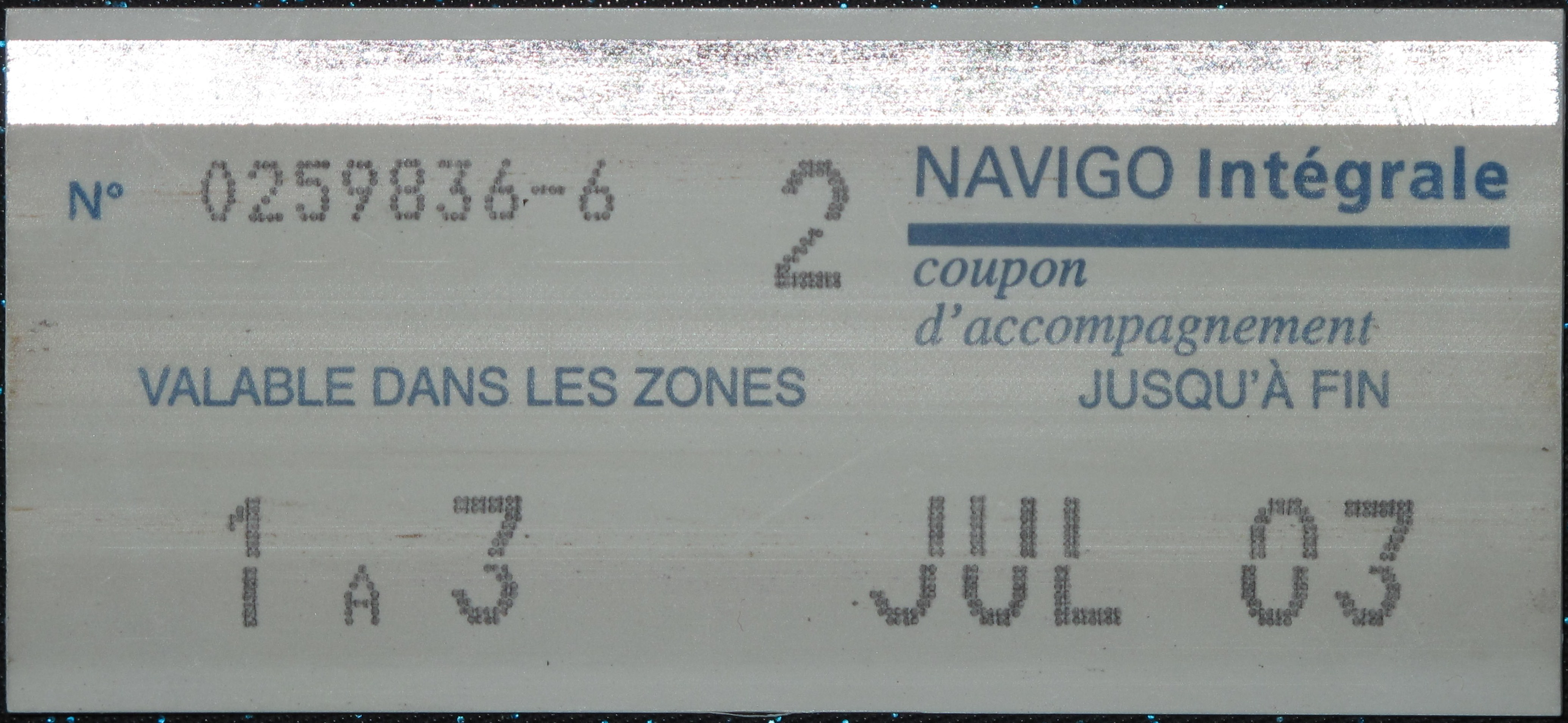
Un coupon de l'abonnement annuel carte Intégrale sur l'ancien support magnétique.

En 1968, le billet magnétique est introduit par la RATP en remplacement des tickets à faire poinçonner par un agent dédié (le poinçonneur) ou par le conducteur du bus ; les deux systèmes cohabitent jusqu'en 1975. La SNCF suit rapidement mais pas les transporteurs privés (regroupés depuis 2001 au sein de l'Optile qui succède à l'APTR et à l'ADATRIF) qui ne l'adoptent que durant les années 1990.
Le premier tarif adapté aux utilisateurs réguliers voit le jour en 1975 : la carte orange mensuelle, suivie en 1976 de son équivalent annuel (devenu la « carte intégrale » en 1984) et en 1982 de son équivalent hebdomadaire. Les années 1980 voient l'apparition des forfait de courte durée : le « Formule 1 » par la SNCF en 1985, devenu « Mobilis » en 1997 et dorénavant proposé par la RATP et le « Paris Sésame » en 1982 par la RATP, devenu « Paris-Visite » en 1985 et étendu à l'ensemble du réseau.
La première classe est supprimée en 1991 dans le métro, puis en 1999 dans les véhicules du reste du réseau ferroviaire d'Île-de-France.
Par ailleurs, pour les salariés, la moitié du coût de la carte Orange était remboursée par l'employeur sans que cela soit perçu comme un avantage en nature (et donc sans cotisations sociales ni pour l'employeur, ni pour le salarié). Depuis le 1er mars 2008, l'employeur est toujours tenu de rembourser la moitié du coût de l'abonnement, mais peut, s'il le désire, en rembourser une part plus importante (jusqu'à la totalité) avec des conditions fiscales incitatives.
En 1998, les premières études de la future carte Navigo sont lancées pour un début de déploiement en 2001 pour la « carte intégrale », entre 2002 et 2003 pour « imagine R » et entre 2004 et 2006 pour la « carte Orange ».
Le 1er janvier 2003, le ticket de métro devient le « ticket t » (violet) et s'étend à l'ensemble des réseaux de la région en dehors notamment du billet origine-destination, supplantant les anciens titres des opérateurs de l'Optile. Il devient le « Ticket t+ » le 1er juillet 2007 (blanc) et autorise les correspondances entre bus et tramways.
Entre 2009 et 2010, les anciennes appellations « carte orange » et « carte intégrale » sont abandonnées au profit de la seule marque Navigo.
Un passe JO 2024 est mis en place du 20 juillet au 8 septembre 2024 à l’occasion des Jeux olympiques et paralympiques de Paris, afin de proposer une offre de transports plus importante qu’un été habituel. Ce passe d’un montant de 16€ par jour propose des tarifs dégressifs suivant le nombre de jours achetés. Le passe Paris visite, les passe Navigo Jour et semaine ne sont plus vendus durant cette période de JO, et le prix des tickets t+ et origine-destination sont également augmentés durant la période des JO.

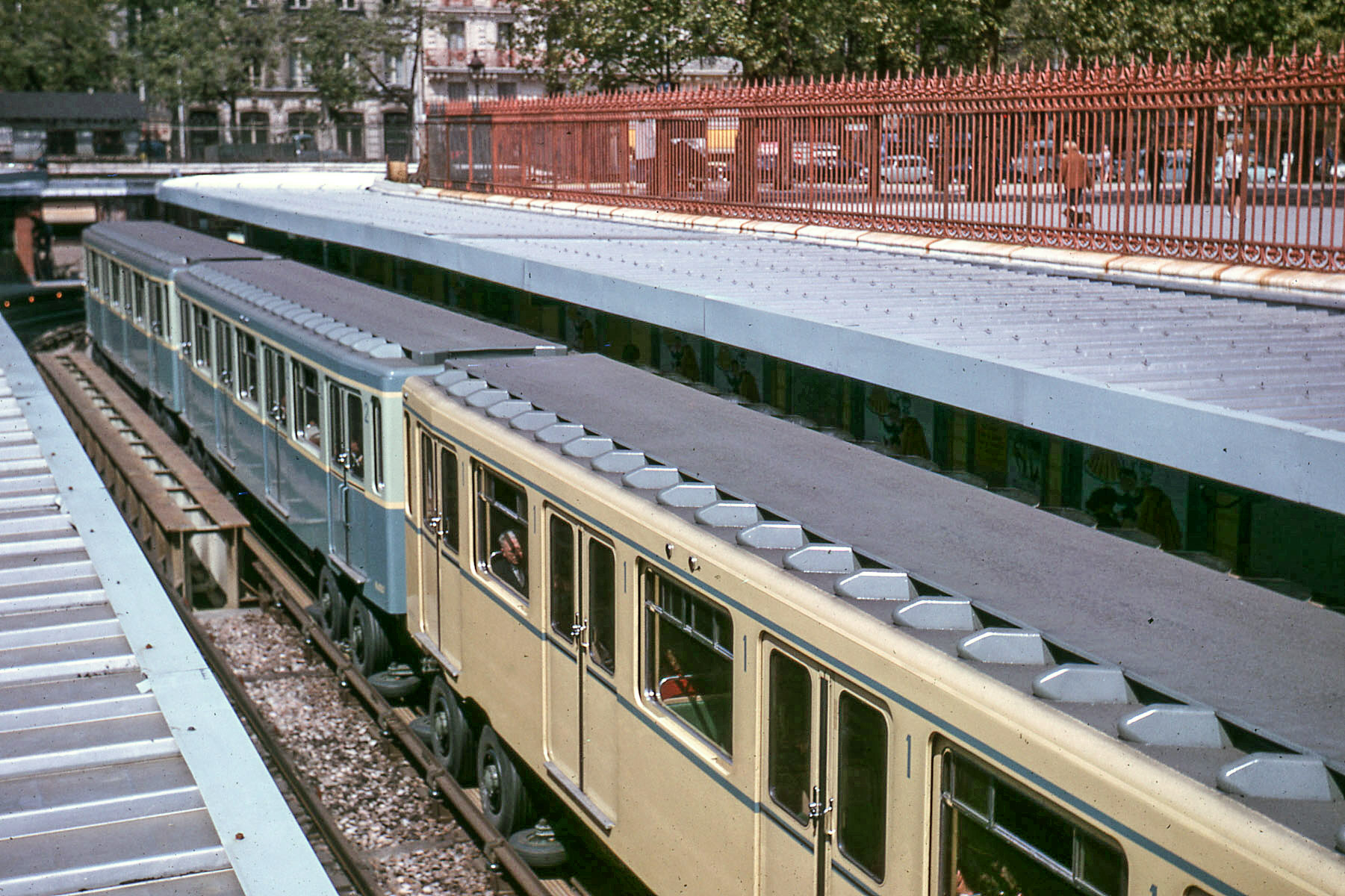
MP 59 en 1964 : première classe en jaune et seconde classe en bleu.
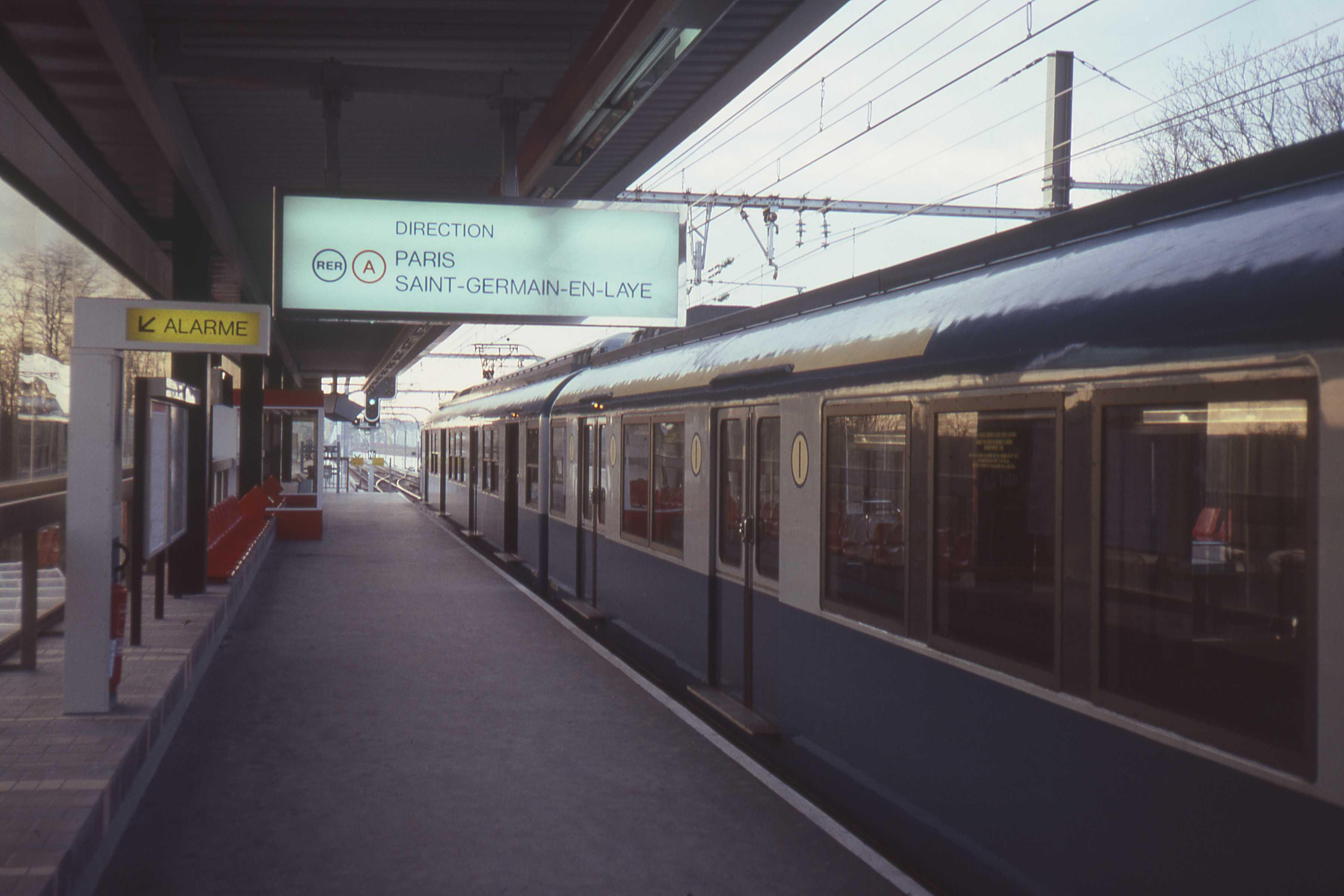
MS 61 en 1982: Section de première classe avec signalétique jaune

La tarification est une compétence exclusive et non délégable d'Île-de-France Mobilités qui est responsable de la création des titres de transport en Île-de-France et détermine une politique tarifaire. Ses objectifs sont :
- d'assurer une partie du financement des transports publics, qui contribue à hauteur d’environ 40% au financement des transports ;
- de rendre les transports publics accessibles au plus grand nombre en modulant les tarifs selon les profils, les besoins et les ressources des usagers ;
- de favoriser l'usage des transports collectifs par rapport à la voiture individuelle[11][source insuffisante].

## Zones

### Le système de zonage

Les zones avant juillet 2007.

Du point de vue géographique, des zones de tarification ont été mises en place afin de déterminer les tarifs des titres de transport. Ces zones, concentriques, étaient au nombre de huit jusqu'au 1er juillet 2007 : la zone 1, la plus centrale, couvre la commune de Paris (sauf bois de Boulogne et de Vincennes), la zone 2 est située sur une bande immédiatement située autour de Paris, et ainsi de suite. La zone 8, était la plus externe et ne concernait que le sud-est de l'Île-de-France. Les zones ne correspondent pas toujours au découpage administratif et des villes se retrouvent sur deux zones différentes ce qui pose des problèmes de tarification pour leurs habitants.
Le zonage pouvait susciter des comportements d'évitement de zone. Ainsi à Bezons (Val-d'Oise), de nombreux passagers choisissaient de franchir à pied le pont sur la Seine en marchant un ou deux kilomètres afin d'économiser une zone sur leur abonnement et certaines lignes de bus ayant un terminus dans Paris avaient celui-ci d'inscrit en zone 2 par dérogation.
De 1975 à 1991, la carte Orange ne comportait que cinq zones, et celles-ci ne couvraient pas la totalité de l'Île-de-France. 
La SNCF proposait un abonnement complémentaire comportant deux zones (zones "A" et "B") qui couvraient toutes l'Île-de-France mais que pour la seule SNCF (les transports opérés par des réseaux ou opérateurs tiers n'étaient pas inclus). L'extension à toute la région a été réalisée en 1991, par modification de la zone 5 et ajout des zones 6, 7 et 8.
Puis les zones 7 et 8 ont été supprimées le 1er juillet 2007 et fusionnées avec la zone 6, afin de réduire les coûts du transport des habitants de grande banlieue.
La zone 6 est à son tour supprimée à compter du 1er juillet 2011 et fusionnée avec la zone 5, selon le communiqué de presse du STIF du 1er juin 2011,. Depuis cette date, le nombre de zones est donc revenu à cinq, comme au moment de la création de la carte Orange, mais ces cinq zones couvrent maintenant la totalité de l'Île-de-France.

### Vers un forfait unique
La réduction du nombre de zones est un préalable à un potentiel tarif unique pour la région annoncé alors d'ici juin 2012, puis en 2013, promesse de campagne à la suite des négociations entre socialistes et écologistes lors des élections régionales de 2010. Toutefois, un tarif de 65 €, annoncé par les écologistes lors de leur campagne, ferait perdre 550 millions d'euros au STIF, ce qui n'est pas possible dans un contexte d'investissements nécessaires. Le STIF se dirige en conséquence vers un tarif possible de 79 ou 89 €, qui permettrait d'équilibrer les recettes.
Mais selon une étude du cabinet spécialisé Mentras rendue publique en janvier 2011, si 310 000 titulaires des zones 1-5 et 1-6 voyaient leur coût de transport diminuer, ce tarif unique pénaliserait fortement les 1,249 million d'abonnés de Paris et de la petite couronne, et même une partie de ceux de la grande couronne, 162 000 d'entre eux utilisant des forfaits de deux zones.
Le 11 juillet 2012, le STIF a voté le dézonage des forfaits Navigo mois, Navigo annuel et Solidarité Transport mois pendant les week-ends et jours fériés à partir du 1er septembre 2012.
Plus précisément, sur tous les modes de transport en Île-de-France (à l'exception de la ligne de métro léger Orlyval), pendant les week-ends (du samedi à 0 h au dimanche à 23 h 59) et les jours fériés, ainsi que sur les lignes Noctilien (durant les nuits du vendredi au samedi et du samedi au dimanche), les utilisateurs des forfaits Navigo mois, Navigo annuel et Solidarité Transport mois, peuvent se déplacer en transports en commun, à compter du 1er septembre 2012, au-delà des zones de validité de leurs forfaits.
Le 16 mai 2013, le Conseil du STIF vote le dézonage du forfait Navigo de la mi-juillet à la mi-août, disposition qui s'appliquera en 2013 du 13 juillet au 18 août.
Le 5 mars 2014, le Conseil du STIF étend la mesure de dézonage pendant les petites vacances scolaires de la zone C (vacances d’hiver, de Pâques, de Toussaint et de Noël) avec une première application pour les vacances scolaires du samedi 12 au dimanche 27 avril 2014.
Bien que le dézonage le week-end remporte un succès certain, en novembre 2012, le projet de tarification unique est ajourné faute de financements nécessaires. En effet, le versement transport, payé par les entreprises et qui devait le financer, se révèle largement insuffisant dans cet objectif. Cet ajournement a été confirmé par Pierre Serne, vice-président de la région Île-de-France, qui a indiqué le 28 novembre 2013, à Bordeaux, lors des Rencontres nationales des transports publics (RNTP) : « le dézonage coûterait au Syndicat des transports d’Île-de-France entre 300 et 400 millions d’euros. On ne peut pas se le permettre dans la situation actuelle ».
Le 5 décembre 2014, les députés votent, dans le cadre de la loi des finances rectificative 2015, le financement nécessaire à la mise en place, à partir de septembre 2015, du passe Navigo au tarif unique de 70 euros par mois dans tous les transports en commun d'Île-de-France. Le 11 février 2015, le STIF vote la création du Navigo toutes zones au 1er septembre 2015, au tarif de 70 euros pour le Navigo mois, 21,25 euros pour le Navigo semaine, 770 euros pour le Navigo annuel. Les abonnements Navigo couvrant les zones 2-3, 3-4 et 4-5 restent disponibles, à un tarif inférieur à celui du Navigo toutes zones.
Toutefois, cette tarification unique aurait entraîné de fortes hausses des forfaits limités à deux zones consécutives ne couvrant pas la ville de Paris. La tarification de septembre 2015 tient compte de ce problème en conservant les anciens tarifs lorsqu'ils sont plus avantageux. De ce fait, les anciennes zones sont conservées. Mi-septembre 2015, le STIF fait état d'une croissance des ventes d'abonnements de 10 %, dont 80 000 pour les cartes imagine R.
La perte de recettes engendrée par ce tarif unique et aligné sur les zones centrales, estimée à 300 millions d'euros, doit être compensée par de nouvelles recettes. Après que la nouvelle présidente du Conseil régional Valérie Pécresse a menacé d'une remise en cause de la zone unique d'une augmentation de 10 à 15 € par mois, un accord est trouvé entre le Premier ministre et la Région pour confirmer le principe de la zone unique via une hausse progressive des tarifs pour les usagers, le forfait de base passant de 70 à 73 € par mois à compter d'août 2016, et pour que la loi de finances pour 2017 intègre de nouvelles ressources : augmentation de la TICPE (taxe sur les carburants), une hausse du versement transport par l'harmonisation progressive des taux applicables dans les départements de petite couronne,. Toutefois, le compte financier d'IDFM fait apparaître qu'entre 2016 et 2017, les recettes réelles de fonctionnement ont bondi de 359 millions d'euros, passant de 5,787 milliards à 6,137 milliards par la forte hausse du trafic, liée en grande partie à l’instauration du Navigo à tarif unique. Selon le journaliste Bertrand Lambert, la progression de 250 millions des recettes voyageurs compense presque l'impact de la tarification unique estimée à 300 millions (une fois défalquée la hausse du versement mobilité), ce qui permet à IDFM de ne pas augmenter le prix du titre de transport à l'été 2018.
En janvier 2017, un « forfait anti-pollution », valable un jour à un tarif plus faible que le forfait journalier classique, est créé en remplacement de la gratuité instaurée précédemment qui s'était révélée très coûteuse pour le STIF en cas d'épisodes de pollution atmosphérique à répétition,.
Après plusieurs années sans hausse, le prix du Navigo mensuel augmente en 2023 ; initialement annoncé comme augmentant à 100 euros, le prix ne dépasserait pas 90 euros grâce à une hausse de la participation des collectivités locales et pourrait être limitée à 80 euros si le montant payé par les entreprises dans le cadre du versement mobilité augmentait. La hausse est finalement de 12 %, soit un passage à 84,10 €.
La tarification appliquée sur le prolongement de la ligne 14 vers l'aéroport de Paris-Orly devait s'effectuer avec la tarification classique selon Île-de-France Mobilités en avril 2023 et contrairement aux informations diffusées par des conseillers régionaux d'opposition comme quoi le billet origine-destination aurait été nécessaire au delà de la zone 2,. Lors du conseil d'administration d'Île-de-France Mobilités du 7 décembre 2023 il est finalement décidé d'une tarification spécifique pour les voyageurs occasionnels ayant un trajet avec pour origine ou destination la station Aéroport d'Orly. Aucun surcoût ne sera applicable pour les utilisateurs d'un forfait Navigo ou Paris Visite.
Le 1er janvier 2025, une « révolution » de la tarification francilienne entrainera la fin des tickets t+ et origine-destination tels qu'ils existent : un trajet en bus ou en tramway (y compris les lignes T4 et T11 à T14) coûtera 2 € tandis qu'un trajet en métro, RER ou Transilien coûtera 2,50 € dans toute la région. En parallèle, le forfait Navigo Liberté+ — qu'Île-de-France mobilités veut promouvoir auprès des voyageurs — sera étendu à toute la région, avec des trajets coûtant moins cher qu'avec un titre classique : 1,60 € dans le bus ou le tram et 1,99 € dans le métro, le RER ou le Transilien. Seuls exceptions, les trajets vers les aéroports (Orlybus, Roissybus, RER B pour Roissy et ligne 14 pour Orly) conserveront un tarif spécial mais désormais unique à 13 € et l'Orlyval conserve sa tarification spéciale,. Le zonage disparaitra aussi sur les formules « Navigo Jour » et « Paris visite ».
Le carnet de tickets, ne subsistant qu'en format numérique, disparait à cette occasion et le ticket unitaire en format papier disparaîtra fin 2025. Cette mesure coûtera 30 millions d'euros et sera autofinancée avec pour objectif de faire augmenter la fréquentation de 1 à 2 %, tandis que la lutte contre la fraude sera renforcée.
Le nouveau système permettra aux habitants de la banlieue et aux utilisateurs de la formule Navigo Liberté+ de faire des économies mais désavantagera les Parisiens utilisant occasionnellement le métro et les touristes qui voient les tarifs sensiblement augmenter. Toujours dans une optique de simplification, la tarification « longue distance » (validation de deux tickets t+ sur certaines lignes), le Navigo jeunes week-end, le ticket anti-pollution ou le ticket unitaire spécifique à la ligne T9 sont eux aussi supprimés,.
Sur les lignes T11 à T14, le billet « métro/RER/trains » doit être temporairement utilisé au lieu du billet « bus/tram » en raison d'incompatibilités des valideurs et la vente du ticket t+ et du billet origine-destination restent assurés aux quelques gares et stations ne permettant pas encore la vente de la carte Navigo Easy au 1er janvier 2025.

### Dématérialisation
À partir du 17 octobre 2022, il devient possible d'utiliser n'importe quel smartphone sous Android en version 8 au minimum en guise de carte Navigo, à condition de télécharger l'application complémentaire Mes tickets Navigo qui est un add-on à l'application Île-de-France Mobilités. La plupart des tickets et forfaits sont ainsi dématérialisables, sauf les forfaits annuels et imagine R car Île-de-France Mobilités a « fait le choix de privilégier les titres de transport qui nécessitent d'être achetés ou rechargés fréquemment » ; le système ne permet pas de choisir d'utiliser au choix la carte ou le smartphone, l'usager ne peut utiliser qu'un seul des deux supports.
Le système sera étendu aux iPhone en 2024 avec du retard, tandis que le ticket t+ unitaire en format papier aura disparu, le carnet papier disparaissant, quant à lui, définitivement le 21 septembre 2023,,. Le ticket unitaire papier sera quant à lui supprimé en décembre 2025.
Depuis son inauguration le 24 juin 2023, la ligne 10 du tramway d'Île-de-France est devenue la première ligne francilienne ne possédant aucun valideur pour les tickets en format papier, seules les cartes Navigo et la validation par téléphone sont possibles.

### Fonctionnement

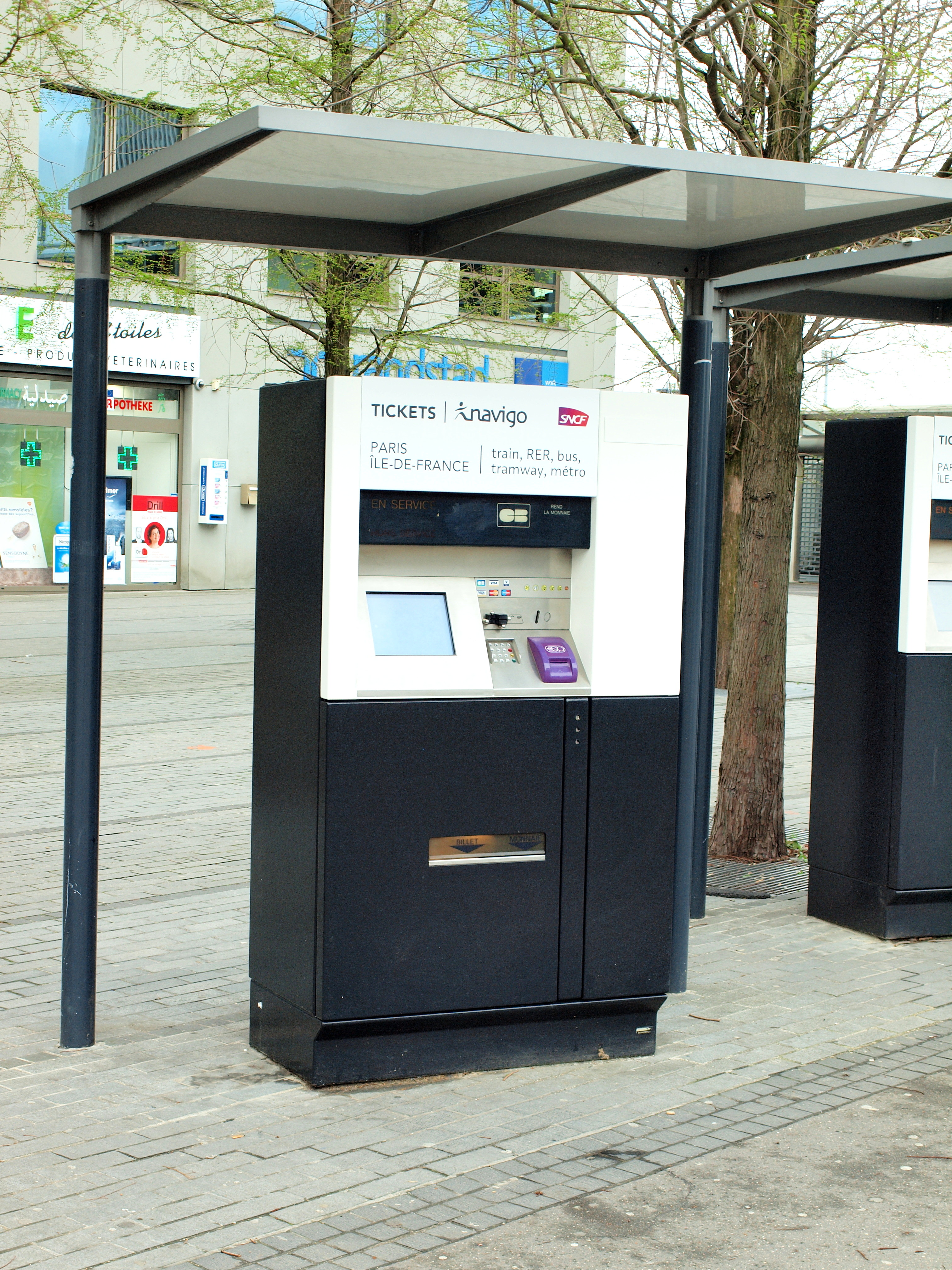
Distributeur automatique de billets en gare du Stade de France - Saint-Denis.

Chaque titre de transport forfaitaire (à la journée, à la semaine, au mois ou à l'année) possède un nombre de zones à l'intérieur desquelles il est valable. Il existe deux exceptions à cette règle :
- toutes les stations du métro de Paris sont accessibles, depuis 1981, avec un titre de transport ne comprenant que les zones 1 et 2, bien que certaines soient géographiquement situées dans les zones 3 et 4  à l'exception de la station aéroport d'Orly de la ligne 14;
- la ligne automatique Orlyval reliant la gare d'Antony à l'aéroport d'Orly possède une tarification spéciale.

Un utilisateur ayant choisi, par exemple, un abonnement valable sur les zones 2 à 4 peut circuler librement sur ces zones.
Jusqu'en 2012, s'il désirait effectuer un trajet le conduisant en zone 1 ou 5 ou autrement dit « dézoner », il devait, acheter un titre de transport couvrant la portion de trajet en dehors des zones du titre de transport forfaitaire. Puis, du 1er janvier 2013 au 31 décembre 2017, les voyageurs possédant un Passe Navigo sur lequel sont enregistrés certains forfaits (dont les forfaits Navigo Mois, Navigo Semaine ou Navigo Annuel) pouvaient acquérir un titre dit « complément de parcours ». Il permettait, sur les lignes RER et Transilien hors des zones de validité du forfait souscrit, de ne payer que le complément correspondant à la part du trajet effectué en dehors de ces zones.
Ce titre est supprimé le 1er janvier 2018 et les voyageurs qui l'utilisaient sont désormais invités à prendre un forfait Navigo Jour.

## Titres de transport
Île-de-France Mobilités propose plusieurs types de titre de transport. Les billets à l'unité sont destinés aux usagers occasionnels des transports en commun. Les forfaits ou abonnements sont destinés aux usagers réguliers des transports de la région ou aux personnes de passage en Île-de-France et souhaitant disposer d'un titre de transport valable le temps de leur séjour.

### Billets à l'unité

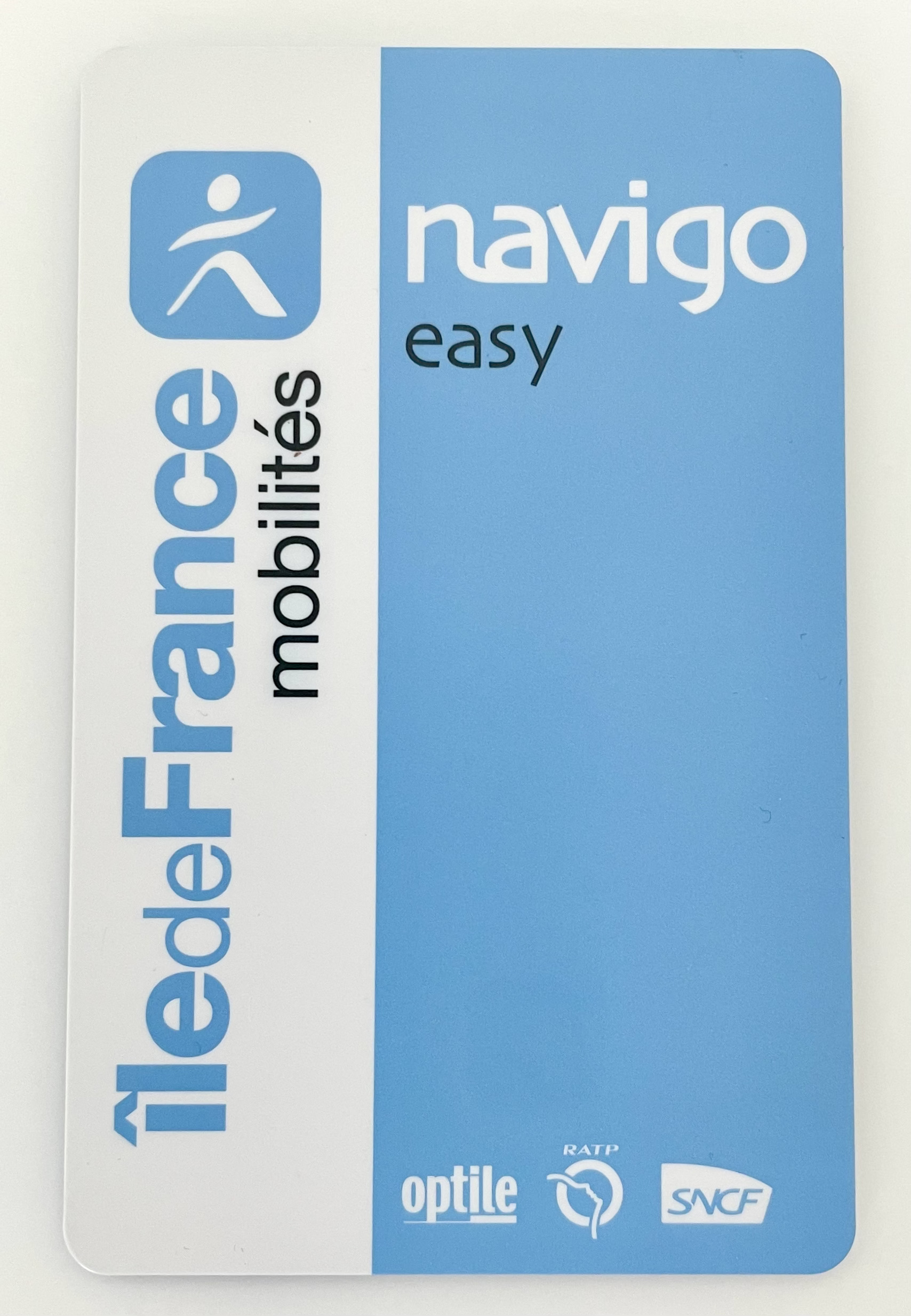
Carte Navigo Easy.

Pour les déplacements ponctuels, il existe des titres de transport vendus à l'unité.

#### Tickets occasionnels
Introduits par la réforme tarifaire du 1er janvier 2025, ces titres remplacent le ticket t+ et le billet origine-destination et sont vendus uniquement sur carte Navigo Easy ou sur smartphone, :
- Le « ticket Métro-Train-RER » vendu 2,50 € permet un trajet sur les lignes de métro, de Transilien, de RER et, de façon temporaire, aux « Tram Express » (lignes T11 à T14) ;
- Le « ticket Bus-Tram » vendu 2 € permet un trajet sur les lignes de bus et de tramway sauf, de façon temporaire, aux « Tram Express ».

Ces titres ne donnent pas accès aux dessertes aéroportuaires. La vente et la validité des anciens tickets cartonnés restent assurés jusqu'à la fin de l'année 2025 aux stations et gares ne permettant pas encore la vente du Navigo Easy.
Depuis le 1er septembre 2018, il est possible d'acheter par SMS un ticket d'accès à bord des bus, coûtant 2,50 € au 1er janvier 2025.

#### Tickets aéroport
Une tarification spécifique, les « Ticket Paris Région <> Aéroports » et les « Billets OrlyBus et RoissyBus » est mise en place pour les aéroports, unifiée le 1er janvier 2025 avec un tarif unique à 13 € où les titres occasionnels et le Navigo Jour ne sont pas acceptés,.
Sont concernées par cette tarification les dessertes suivantes, :
- La station de métro Aéroport d'Orly sur la ligne 14;
- Les gares RER B Aéroport Charles de Gaulle 1 ainsi que Aéroport Charles de Gaulle 2 TGV;
- L'Orlyval (« Paris Visite » étant le seul forfait accepté [48]) ;
- Les navettes OrlyBus et RoissyBus.

#### Coupon de dépannage et contremarque gratuite

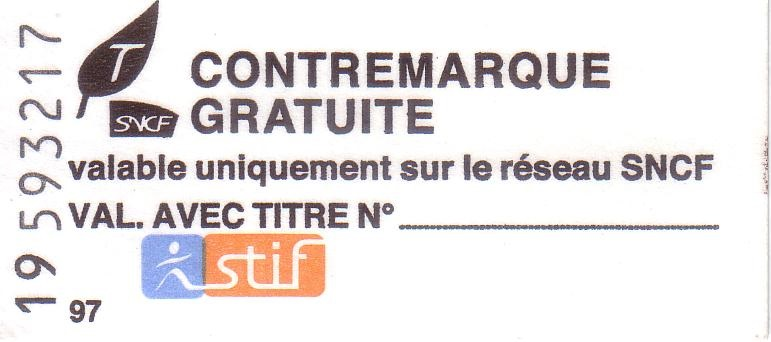
Une « contremarque gratuite » délivrée par la SNCF.

La RATP propose depuis septembre 2019 un « coupon de dépannage », sous la forme d'un coupon magnétique ayant le même format que les tickets traditionnels, aux voyageurs ayant un forfait valide mais ayant oublié leur carte Navigo. Ils sont délivrés gratuitement deux fois par an et par personne, sur présentation de documents d'identité et après vérification de la validité du forfait, et sont valables le jour même uniquement (sauf carte Navigo Découverte où le billet est valable jusqu'à fin de validité du forfait) et uniquement sur les mêmes zones que leur forfait habituel.
Sur le réseau Transilien, la SNCF délivre des « contremarques gratuites », sous la forme d'un coupon magnétique ayant le même format que les tickets traditionnels, afin de franchir les portillons d'accès menant aux quais.
Toutefois, ces billets ne sont pas des titres de transports et doivent être associés à un titre valide. Ils sont délivrés au guichet dans certains cas seulement : lorsque le titre de transport original n'est pas dans le bon format, si le portillon se referme inopinément devant le voyageur ou comme ce fut le cas les 22 et 23 décembre 2007, lorsque le réseau est rendu exceptionnellement gratuit. Par conséquent, ils ne sont pas proposés par les distributeurs automatiques de billets.

### Forfaits et abonnements

#### Forfaits sur carte Navigo

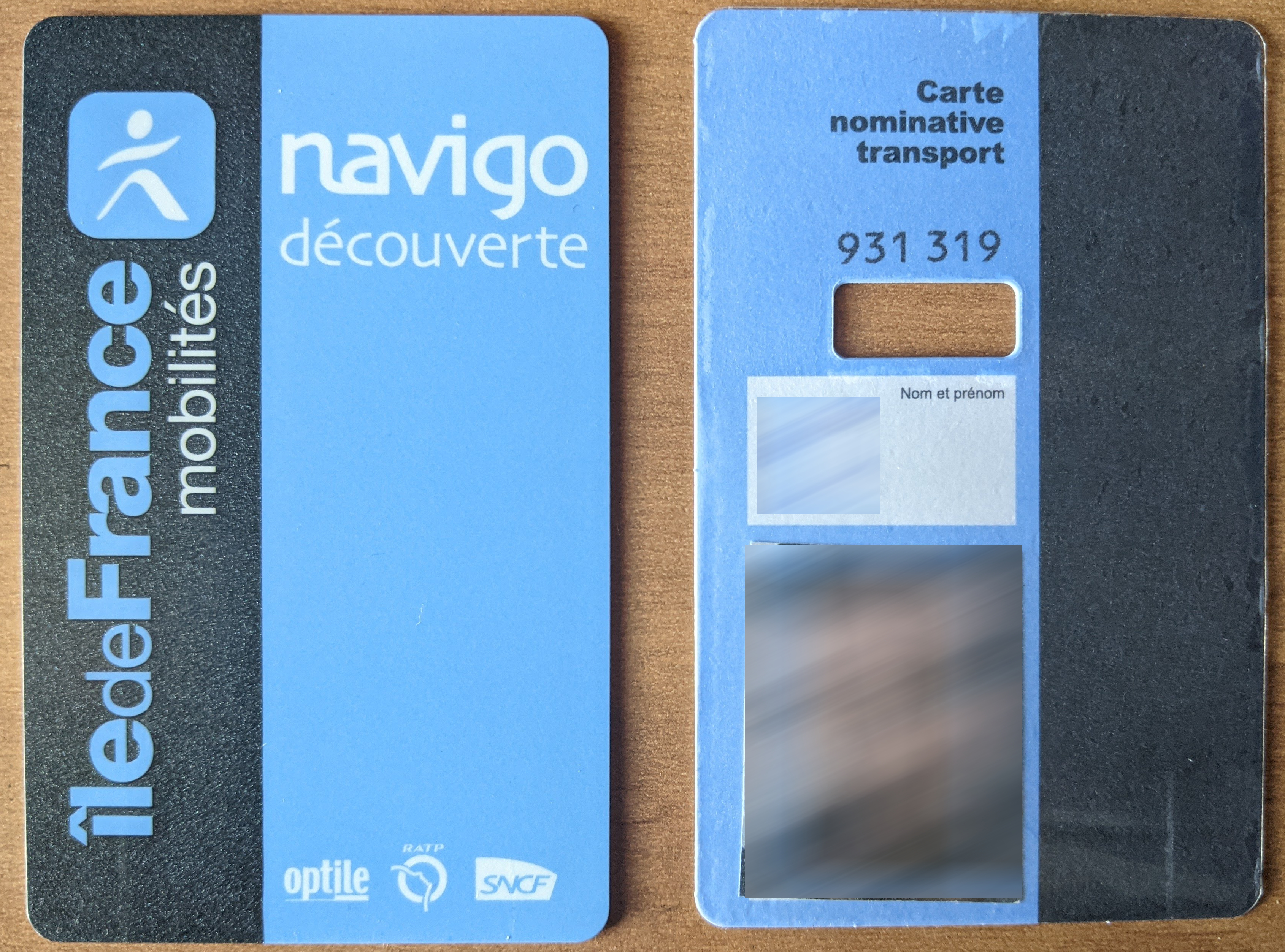
Carte Navigo Découverte accompagnée de sa carte nominative.

##### Navigo annuel
Le forfait Navigo annuel (ex-Carte Intégrale) est proposé comme abonnement de longue durée pour une période initiale de douze mois entiers consécutifs, reconductible. Pour les voyageurs qui utilisent les transports toute l'année, elle permet sur une durée d'un an, une réduction représentant un mois de transport gratuit par rapport au forfait mensuel. Une fois le passe obtenu auprès de l’une des agences RATP ou SNCF, celui-ci est valide tant que l'utilisateur paye chaque mois son abonnement, sans avoir besoin de recharger le passe, même annuellement. Le paiement se fait mensuellement par prélèvement automatique. L'abonnement peut-être modifié ou suspendu pour une durée d'un mois à un an en se rendant dans une agence RATP ou SNCF. Le forfait est disponible uniquement sur carte Navigo classique.
Début 2019, IDFM annonce la mise en place d'un demi-tarif pour les retraités et personnes de plus de 62 ans non éligibles au forfait Améthyste, à compter du mois de décembre 2019.

##### Navigo mensuel
Le forfait Navigo mensuel (ex-Carte orange mensuelle) est valable du premier au dernier jour du mois sur les zones choisies par l'usager. Le forfait est disponible sur deux supports : la carte Navigo classique et la carte Navigo Découverte.

##### Navigo semaine
Le forfait Navigo semaine (ex-Carte orange hebdomadaire) est valable du lundi au dimanche sur les zones choisies par l'usager. Le forfait est disponible sur deux supports : la carte Navigo classique et la carte Navigo Découverte.

##### Navigo jour
Le forfait Navigo jour, décidé en 2017, a été lancé le 1er janvier 2018 et permet d'effectuer un nombre illimité de voyages à l’intérieur de deux à cinq zones contigües choisies du réseau de transports en commun d’Île-de-France. Il coûte 12 € depuis le 1er janvier 2025 et est valable sur l'ensemble de la région à l'exception des dessertes aéroportuaires.
Jusqu'à cette date, son prix était de 7,50 € pour 2 zones et 10 € pour 3 zones,. 
Le forfait est disponible sur trois supports : la carte Navigo classique, la carte Navigo Découverte et la carte Navigo Easy.
Les tickets magnétiques devant disparaître, le Mobilis (aux même conditions d'accès et anciennement nommé Formule 1) est arrêté à cette occasion.

##### Navigo Liberté+
Le forfait Navigo Liberté+ lancé le 13 novembre 2019, disponible uniquement avec une carte Navigo classique, s'adresse aux utilisateurs du ticket t+. Dans le même périmètre que celui couvert par le ticket t+ (RER dans Paris, métro, bus, tramway), les trajets sont facturés à l’unité, au tarif de 1,73 €, ou de 0,86 € pour les bénéficiaires du tarif réduit, par prélèvement sur le compte bancaire de l'abonné, vers le 15 du mois suivant,,. Chaque trajet peut inclure des correspondances, soumises à des règles précises, pour une durée totale maximale de 1 h 30 min. Le forfait permet aussi d'être facturé des trajets sur Orlybus et Roissybus.
Enfin, sur une même journée, quel que soit le nombre de trajets effectués, le montant maximal facturé est de 8,65 € (ce qui correspond à une journée du tarif du Navigo jour zones 1-2 en 2024). Par exemple, huit trajets en métro effectués le même jour seront facturés 8,65 €, et non 8 × 1,73 € = 13,84 €.
Les paiements ne peuvent se faire que par prélèvement automatique, contrairement à l’achat des tickets t+, qui peut se faire en espèces ou par carte de crédit. Le formulaire de souscription en ligne oblige par ailleurs l’abonné à fournir son adresse postale, une adresse électronique et un numéro de téléphone portable. La résiliation est possible à tout moment et sans frais.
Le forfait Liberté+ devait initialement être étendu à toute l'Île-de-France entre 2022 et 2023 à l'occasion de la « fin des tarifs différents entre un même point de départ et d’arrivée en fonction du trajet ».
Finalement, l'expérimentation de son extension aux lignes ferroviaires en dehors de la zone 1 sur smartphone Android en tant que « Navigo Liberté+ toutes zones », sera mené à l'été 2024 : un trajet métro/RER/Train en zones 1-2 coûtera 1,73 € (un trajet bus/tram coûte ce montant quelle que soit la zone, hors exceptions comme Orlybus et Roissybus) tandis qu'il pourra coûter jusqu'à 4 € pour un toutes zones. Dans un second temps, des plafonds journaliers seront mis en place (8,65 € pour deux zones et jusqu'à 20,60 € pour toutes les zones). Les supports physiques seront concernés à l'issue de la phase de test.
La généralisation du Navigo Liberté+ à l'ensemble de la région a lieu le 1er janvier 2025 en lien avec la réforme de la tarification : un trajet en bus ou tram coûte 1,60 € et 1,99 € en métro, RER ou Transilien. En cas de correspondance, seul le trajet le plus cher est débité : par exemple, sur un trajet bus puis métro seul le coût du trajet en métro est pris en compte (soit 1,99 € au lieu de 4,50 € sans Liberté+).

##### imagine R
Le forfait imagine R est destinée aux écoliers et étudiants d'Île-de-France qui ont moins de 25 ans. Valable un an, il permet d'utiliser les différents transports en commun de la région. Le forfait est disponible uniquement sur carte Navigo.
Depuis le 1er septembre 2015, le forfait est « dézoné », autorisant son porteur à voyager sur l’ensemble des réseaux de la région, sauf sur les lignes Orlyval et Filéo. Il permet également, grâce à des partenariats entre la région et de grandes enseignes, de bénéficier de réductions diverses.
Pour l'année 2024-2025, le tarif applicable est de 382,40 €, frais de dossier de 8 € inclus.

#### Forfaits scolaires spécifiques
En dehors du forfait imagine R, deux autres forfaits scolaires existent sur des supports spécifiques, dans un périmètre de validité réduit aux départements de grande couronne :
- La carte Scol'R valable un an pour un aller-retour quotidien sur un circuit spécial scolaire uniquement ; elle n'est pas acceptée sur une ligne régulière, mais son détenteur peut en revanche faire l'acquisition d'un forfait imagine R Junior et se le faire rembourser[66] ;
- La carte scolaire bus lignes régulières valable un an pour un aller-retour quotidien sur une ligne régulière en période scolaire ; sa variante dédiée aux regroupements pédagogiques intercommunaux permet en plus d'aller de l'établissement au lieu du déjeuner[67].

#### Paris Visite

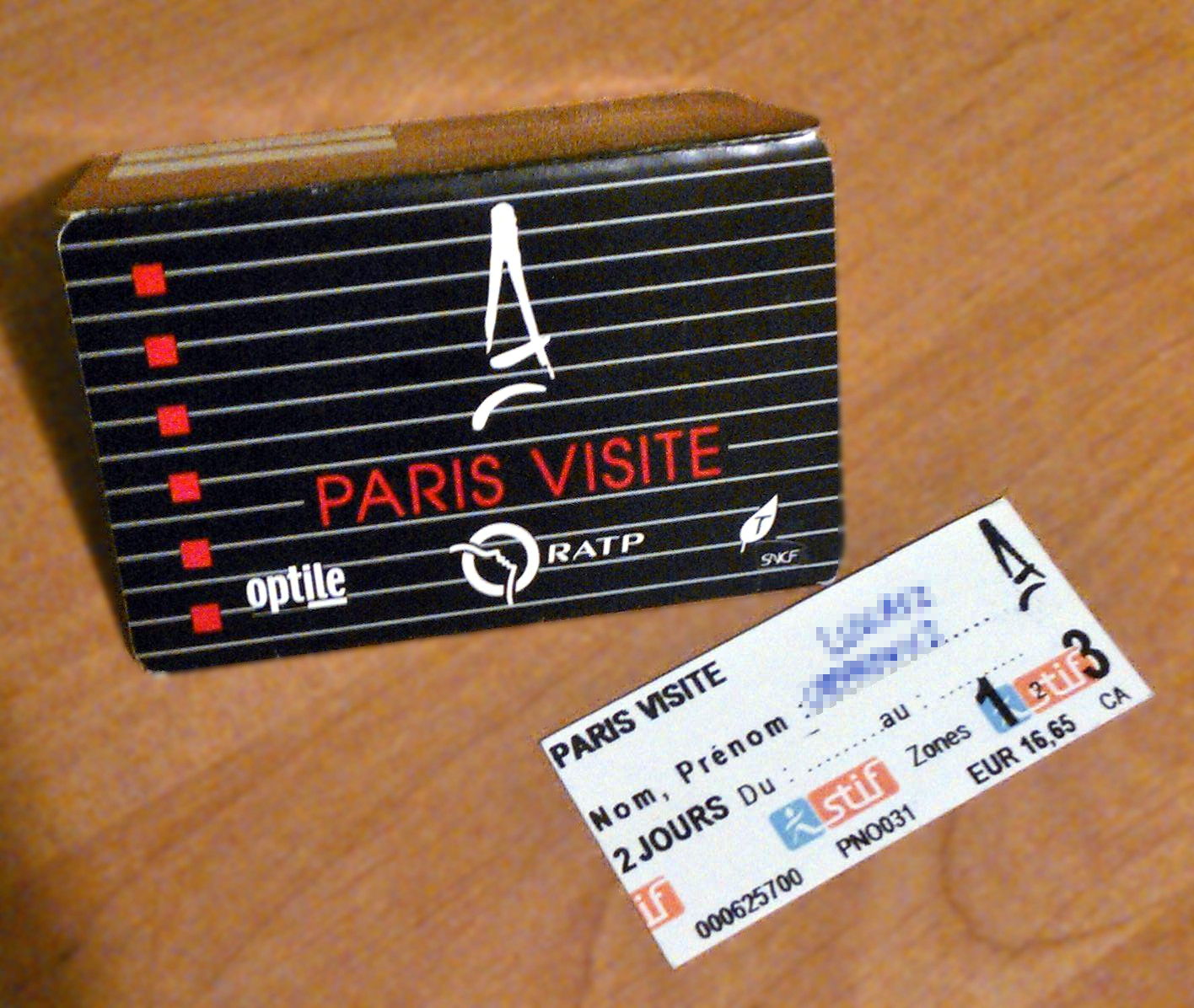
Coupon Paris Visite et sa pochette cartonnée.

Le forfait Paris Visite est un forfait journalier avec quatre durées de validité possibles : une, deux, trois ou cinq journées consécutives.
Paris Visite permet d'effectuer un nombre illimité de voyages sur le réseau de transports d’Île-de-France — sauf sur le service Filéo —, des circuits touristiques et d'accéder aux aéroports de Roissy-Charles-de-Gaulle (zone 5) et d'Orly (zone 4). Depuis le 1er janvier 2025 seule la version toutes zones est conservée sur carte Navigo ou sur téléphone,.
Lancée en juillet 2017 sous forme de bracelet équipé d'une puce puis remplacé l'année suivante par une carte à puce en septembre 2018 puis généralisée dès le mois suivant,, la carte Paris Région Pass permet d'accéder aux transports franciliens et à de nombreux lieux touristiques ; elle est chargée avec le forfait « Paris Visite sans contact » vendu selon les mêmes conditions tarifaires que son équivalent au format ticket, mais donne en plus accès à la seconde classe des trains TER et Intercités en Île-de-France.

### Titres spéciaux et cartes de réduction

#### Forfait Améthyste
Le forfait Améthyste est un forfait destiné notamment aux personnes âgées et aux personnes handicapées (âgées de plus de vingt ans) sous réserve d'un plafond d'imposition annuel. Il permet à son possesseur de voyager librement sur les réseaux de transport de toute l'Île-de-France. Ce forfait est disponible sur un support Navigo uniquement.
La Ville de Paris annonce pour juin 2018 la gratuité de la carte Navigo pour les Parisiens de plus de 65 ans sous condition de ressources (moins de 2 200 € par mois pour une personnel seule).

#### Forfait Navigo Solidarité
Le forfait Navigo Solidarité est un forfait de réduction destiné aux personnes en situation de précarité, bénéficiaires de la couverture maladie universelle complémentaire (CMUC), de l'aide médicale d'État (AME) ainsi qu'aux chômeurs bénéficiaires de l'allocation spécifique de solidarité (ASS), aux bénéficiaires du Revenu de solidarité active (RSA) et aux porteurs d'une carte de l'Office national des combattants et des victimes de guerre (ONAC). Elle permet aux bénéficiaires, selon leur situation, de se déplacer avec 50 à 75 % de réduction sur les billets à l'unité (ticket t+ ou billets origine-destination) et sur les abonnements hebdomadaire ou mensuel.
De plus, les bénéficiaires du RSA résidant dans la région ont accès gratuitement (sous certaines conditions de revenus) à la totalité du réseau régional d'Île-de-France, routier et ferroviaire (hors Orlyval).

#### Tarification militaire
Comme sur le réseau grandes lignes SNCF, les militaires français, munis de leur carte de circulation militaire, bénéficient d'une réduction de 75 % sur les tickets Origine-Destination vendus à l'unité et à l'exclusion des sections des lignes RER A et RER B gérés par la RATP, ainsi que des trajets en zone 1 couverts par le ticket t+.

#### Conditions spécifiques pour les Parisiens
En juin 2019, la ville de Paris adopte la gratuité des transports en commun pour les enfants de 4 à 11 ans de Paris à compter de septembre 2019, en invitant les familles à prendre un abonnement imagine R au nom de l’enfant concerné, que la Ville remboursera dans un second temps. En outre, les personnes handicapées âgées de moins de 20 ans bénéficieront d'une gratuité totale. Enfin, l'abonnement imagine R des collégiens et lycéens parisiens pourra par ailleurs être remboursé à 50 %.

#### Pass'Local
Dans certaines communes ou intercommunalités, les séniors voire les bénéficiaires du RSA — chaque territoire définit quel public peut y accéder — résidant dans le territoire concerné peuvent obtenir auprès du CCAS un « Pass'local », qui peut être gratuit dans certains territoires, et valable durant l'année civile leur permettant de se déplacer sur un certain nombre de lignes de bus dudit territoire ; cette carte ne remplace pas la carte Navigo qui reste nécessaire sur les autres lignes.
Constituée d'une carte accompagnée d'un coupon magnétique devant être validée comme un ticket ordinaire, on retrouve ce titre sur plusieurs territoires dont par exemple : à Versailles et Le Chesnay-Rocquencourt, à Coulommiers ou encore la communauté d'agglomération du Pays de Fontainebleau.

## Tarifs
Le conseil de juin 2017 d'Île-de-France Mobilités (ex-STIF) a décidé du prix des transports dans la région Île-de-France à partir du 1er août 2017. Inchangés pendant cinq ans, les tarifs augmentent le 1er janvier 2023. Des indications détaillées figurent sur son site.

### Prix des billets au1erjanvier 2023
Les prix des billets sont fixés à :
- ticket t+ vendu à l'unité (tous supports) : 2,10 € ;
- ticket d'accès à bord (ticket carton ou par SMS) : 2,50 € ;
- carnet de dix tickets t+ : 19,10 € en format carton et 16,90 € en format dématérialisé (carte Navigo ou application sur smartphone).

Les billets origine-destination (à l’unité et en carnet) utilisables sur les réseaux SNCF et RATP d'Île-de-France sont quant à eux plafonnés depuis le 1er mars 2022 à 5 € à l'unité et 40 € en carnet soit le ticket à 4 €, à l'exception des trajets ayant pour origine ou destination l'aéroport de Paris-Charles-de-Gaulle et l’aéroport d’Orly via la ligne 14,.

### Prix des billets dès le 2 janvier 2025
Dès le 2 janvier 2025, une simplification de la tarification entre en vigueur avec seulement deux tickets proposés : un premier pour le bus et le tramway à 2,00€ (1,60 € avec Navigo Liberté+) ainsi qu'un second pour le métro, RER et les autres trains à 2,50€ (1,99 € avec Navigo Liberté+).
Étant dézoné, le ticket est valable dans toute l'Île-de-France et les correspondances sont illimitées entre les modes de transport indiqués sur le ticket. Par exemple un trajet avec une correspondance métro/train (RER et Transilien) nécessite uniquement un billet à 2,50€ (1,99 € avec Navigo Liberté+), un trajet avec une correspondance entre bus et tramway nécessite uniquement un ticket à 2,00 € (1,60 € avec Navigo Liberté+) tandis qu'un trajet avec un trajet bus/métro dans paris intra-muros nécessite un ticket à 2,00 € (1,60 € avec Navigo Liberté+) ainsi qu'un à 2,50 € (1,99 € avec Navigo Liberté+). Les anciens titres de transports tickets t+ et Origine/destination resteront valable jusqu'au 31 décembre 2025. Aussi, la validité du Liberté+ est étendue à toute la région.
Un nouveau ticket aéroport est mis en place permettant de relier Roissy Charles-de-Gaulle et Orly au départ ou à destination n'importe quel arrêt en l'Île-de-France. À la demande des élus locaux, il existe cependant toujours des billets origine-destination sur la partie nord du RER pour les stations situées entre Paris-Nord et Parc des expositions ayant pour origine ou destination finale l'aéroport de Roissy Charles de Gaulle réservés à certains usagers.
Concernant la ligne d'Esbly à Crécy-la-Chapelle, elle nécessitera un billet « Métro-RER-Train » jusqu'au 22 mars 2025 puis un billet « Bus-Tram » à partir de cette date, la desserte commerciale étant détachée de la ligne P du Transilien pour devenir la ligne 14 du tramway d'Île-de-France.
La mise en place de deux tarifications, l'une pour le métro et le RER et l'autre pour les bus et trams, est souvent mal comprise par les touristes qui se mettent involontairement en position d'être sanctionnés.
| Titre de transport         | Ticket unitaire | Liberté+ |
| -------------------------- | --------------- | -------- |
| Ticket bus/tramway         | 2,00 €          | 1,60 €   |
| Ticket métro/trains/RER    | 2,50 €          | 1,99 €   |
| Ticket aéroport            | 13,00 €         | 13,00 €  |
| Navigo jour (toutes zones) | 12,00 €         | -        |
| Paris Visite               | 29,90 €         | -        |

### Prix des abonnements mensuels

#### Jusqu'en août 2015
| Zones        | 1–2   | 1–3   | 1–4    | 1–5    | 1–6      | 1–7      | 1–8      | Note   |
| ------------ | ----- | ----- | ------ | ------ | -------- | -------- | -------- | ------ |
| 1975         | 6,10  | 9,15  | 12,20  | 15,24  | NC       | NC       | NC       |        |
| 1984         | 19,85 | 25,95 | 35,11  | 41,68  | NC       | NC       | NC       |        |
| 1985         | 21,00 | NC    | NC     | NC     | NC       | NC       | NC       |        |
| juillet 1999 | 42,53 | 56,41 | 70,89  | 86,13  | 96,96    | 108,85   | 120,74   | [ 88 ] |
| juillet 2000 | 43,45 | 57,63 | 72,41  | 87,96  | 98,94    | 110,98   | 122,72   | [ 89 ] |
| juillet 2001 | 44,36 | 58,69 | 73,48  | 88,57  | 100,16   | 112,20   | 123,79   | [ 90 ] |
| juillet 2002 | 46,05 | 60,85 | 76,15  | 91,75  | 103,75   | 116,10   | 128,00   | [ 91 ] |
| juillet 2003 | 48,60 | 64,20 | 79,60  | 95,50  | 107,60   | 120,00   | 132,00   | [ 92 ] |
| août 2004    | 50,40 | 66,60 | 82,60  | 99,10  | 111,60   | NC       | NC       | [ 93 ] |
| juillet 2005 | 51,50 | 68,10 | 84,40  | 101,30 | 114,10   | 127,10   | 139,90   |        |
| juillet 2006 | 52,50 | 69,50 | 86,10  | 103,30 | 116,40   | 129,60   | 142,70   |        |
| juillet 2007 | 53,50 | 70,80 | 87,60  | 105,20 | 118,50   | Supprimé | Supprimé |        |
| juillet 2008 | 55,10 | 72,90 | 90,20  | 108,40 | 122,10   | —        | —        |        |
| juillet 2009 | 56,60 | 74,40 | 91,70  | 109,90 | 123,60   | —        | —        |        |
| juillet 2010 | 60,40 | 78,20 | 95,50  | 109,90 | 123,60   | —        | —        |        |
| juillet 2011 | 62,00 | 80,30 | 98,10  | 109,90 | Supprimé | —        | —        | [ 14 ] |
| janvier 2012 | 62,90 | 81,50 | 99,60  | 111,50 | —        | —        | —        |        |
| janvier 2013 | 65,10 | 84,10 | 102,30 | 111,50 | —        | —        | —        |        |
| janvier 2014 | 67,10 | 86,60 | 105,40 | 113,20 | —        | —        | —        |        |
| janvier 2015 | 70,00 | 89,20 | 107,80 | 116,50 | —        | —        | —        | [ 94 ] |

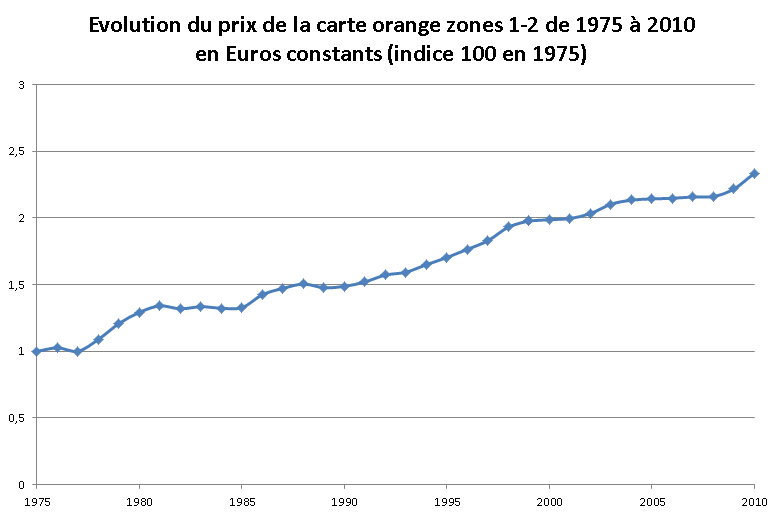
Évolution du prix de la carte Orange zones 1-2 en euros constants (indice 100 en 1975).

Les prix valables sur les zones 2-3, 2-4, 2-5, 3-4, 3-5, et 4-5 sont indiqués sur le site « iledefrance-mobilites.fr » (voir ci-dessous).
Sur 10 ans, les augmentations de tarifs de la carte Orange sont en moyenne presque deux fois supérieures à l'inflation des prix en France. Cependant, l'augmentation est quasi identique à l'inflation pour le prix des cartes valables sur les zones 1-5. Cette différence s'explique en partie par l'augmentation des prix des cartes valables sur les zones centrales afin de compenser la suppression des zones périphériques. En euros constants, une carte Orange pour les zones 1-2 qui valait 42,53 € en 1999 ne vaudrait que 50,48 € en 2009, alors qu'une carte Orange pour les zones 1-5 qui valait 88,57 € en 2001 ne vaudrait que 103,25 € en 2010.

#### À partir de septembre 2015
À partir du 1er septembre 2015, un forfait Navigo mois toutes zones est créé au prix de 70,00 euros. Cependant, des abonnements couvrant les zones 2-3, 3-4 et 4-5 restent disponibles à des prix inférieurs à celui du forfait toutes zones.
| Zones          | 1–5 (toutes) | 2–3     | 3–4     | 4–5     |
| septembre 2015 | 70,00 €      | 65,10 € | 62,80 € | 60,70 € |
| août 2016      | 73,00 €      | 67,90 € | 65,50 € | 63,30 € |
| août 2017      | 75,20 €      | 68,60 € | 66,80 € | 65,20 € |
| avril 2020     | 75,20 €      | 68,60 € | 66,80 € | 65,20 € |
| janvier 2023   | 84,10 €      | 76,70 € | 74,70 € | 72,90 € |
| janvier 2024   | 86,40 €      | 78,80 € | 76,80 € | 74,80 € |
| janvier 2025   | 88,80 €      | 82,80 € | 80,60 € | 78,60 € |

## Démagnétisation des tickets
La démagnétisation des tickets concerne, selon la RATP, 0,5 % des tickets vendus. Ils peuvent être échangés gratuitement à un point de vente. Toutefois, ce chiffre ne représente pas moins de 300 000 titres de transport échangés chaque mois pour la seule régie. Afin de limiter ce chiffre, la RATP a mis en place de nouveaux tickets dotés d'un enduit renforcé, censé mieux protéger l'aimantation de la bande marron, composée de bâtonnets de fer. Ce nouveau modèle devait être généralisé fin 2011 mais des tickets anciens sont encore détenus en 2022 par des voyageurs occasionnels. Plus de dix millions de tickets sont vendus chaque semaine, soit, en moyenne, 1 500 à la minute. La masse d'un ticket est de 0,5 g.

## Comparaisons
À titre de comparaison, les forfaits mensuels équivalents en 2016 étaient de 56,5 euros à Turin, à 415 euros à Londres, en passant par 150 euros à Barcelone, et 79,4 euros à Lyon.